# Zujaira
Zujaira es una localidad y pedanía española perteneciente al municipio de Pinos Puente, en la provincia de Granada, comunidad autónoma de Andalucía. Está situada en la parte noroccidental de la comarca de la Vega de Granada. Limítrofe a esta localidad se encuentra Casanueva, y un poco más alejados están los núcleos de Ánzola, Valderrubio y Obéilar.

## Toponimia
Su nombre deriva del árabe Ṣuxayra(t), y significa «pequeño peñón» o «peñuela». Tiene la misma procedencia que el topónimo de Zuera, en Zaragoza, y muy parecida al de Zújar, que viene de "Suxa" («peña fortificada»). El único gentilicio que se emplea es el de zujaireño/a.
| Ṣuxayra > Zuxayra > Zujaira |

## Demografía
Según el Instituto Nacional de Estadística de España, en el año 2024 Zujaira contaba con 845 habitantes censados, lo que representa el 8,7% de la población total del municipio.

### Evolución de la población
| Gráfica de evolución demográfica de Zujaira entre 2014 y 2024 |
|                                                               |
| Datos según el nomenclátor publicado por el INE.              |

## Comunicaciones

### Carreteras
La única vía de comunicación que transcurre por la localidad es:
| Identificador | Denominación                    | Itinerario           |
| ------------- | ------------------------------- | -------------------- |
| A-336         | De Tocón a N-432 (Pinos Puente) | Tocón - Pinos Puente |

Algunas distancias entre Zujaira y otras ciudades:
| Ciudades     | Distancia (km) |
| ------------ | -------------- |
| Pinos Puente | 5              |
| Granada      | 23             |
| Jaén         | 100            |
| Almería      | 175            |
| Murcia       | 295            |

## Servicios públicos

### Sanidad
Zujaira cuenta con un consultorio médico de atención primaria situado en la carretera de Íllora, n°45, dependiente del distrito sanitario Metropolitano de Granada. El servicio de urgencias está en el centro de salud de Pinos Puente y el área hospitalaria de referencia es el Hospital Ruiz de Alda de Granada capital.

### Educación
Los centros educativos que hay en la pedanía son:
| Denominación genérica                    | Nombre del centro | Naturaleza | Dirección            |
| ---------------------------------------- | ----------------- | ---------- | -------------------- |
| Colegio de educación infantil y primaria | CEIP Las Alhomas  | Público    | Ctra. de Íllora, s/n |
| Escuela infantil                         | EI Gloria Fuertes | Público    | C/ Buenavista, s/n   |

## Cultura

### Monumentos

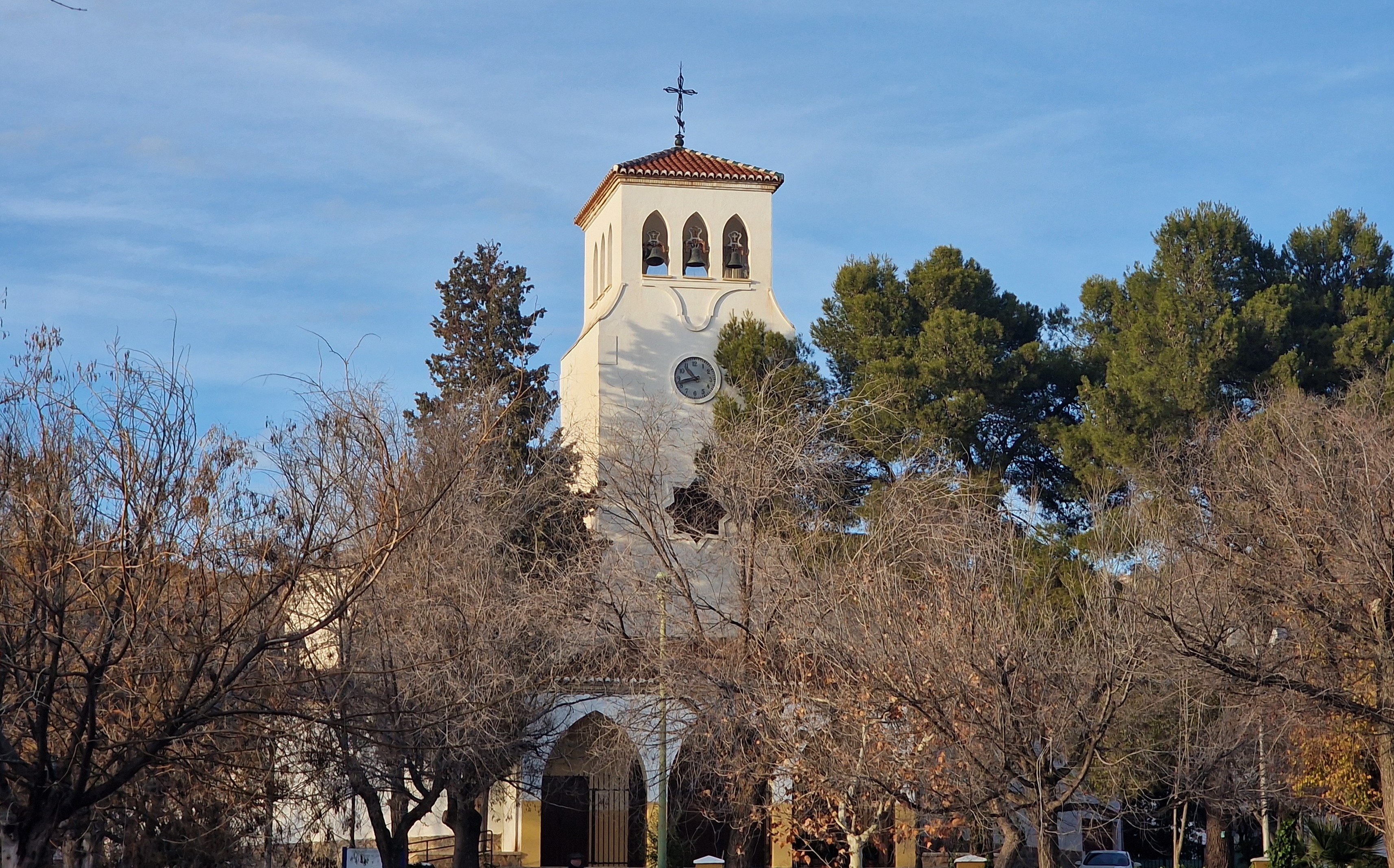
Iglesia de San Isidro

Entre sus monumentos destacan los restos del antiguo castillo de Zujaira, pequeña fortaleza del siglo X situada en un promontorio próximo a la localidad, y que actualmente se encuentran abandonados.
Otro de los principales lugares de interés es el obelisco erigido en memoria de las víctimas de este pueblo que murieron en el campo de concentración nazi de Mauthausen-Gusen. También cabe destacar el pilar situado en la parte alta del núcleo, con cuatro caños —aunque el agua sólo mana por dos de ellos— y abrevadero que se utilizaba antiguamente para el ganado.

### Fiestas
Zujaira celebra sus fiestas en torno al 15 de mayo en honor a San Isidro Labrador, patrón del pueblo.
El 1 de febrero por la noche tienen lugar las tradicionales candelarias, donde se hacen diversas hogueras formadas por restos de poda, palés, muebles viejos, etc. También cada 3 de mayo se festeja el Día de la Cruz.